# Usterzenie motylkowe
Usterzenie motylkowe (usterzenie typu V, usterzenie V, usterzenie Rudlickiego) – rodzaj niekonwencjonalnego usterzenia samolotu, w którym tradycyjny poziomy lewy i prawy ster wysokości oraz statecznik pionowy ze sterem kierunku zastąpione są przez tylko dwa stateczniki z powierzchniami sterowymi, ustawione pod kątem w stosunku do siebie, w kształcie litery "V" patrząc z przodu samolotu. Nazwa wzięła się od tego, że przypominają także dwa skrzydła motyla. Powierzchnie sterowe, w zależności, czy wychylają się w tym samym kierunku, czy w przeciwnych kierunkach, spełniają rolę steru kierunku lub steru wysokości.

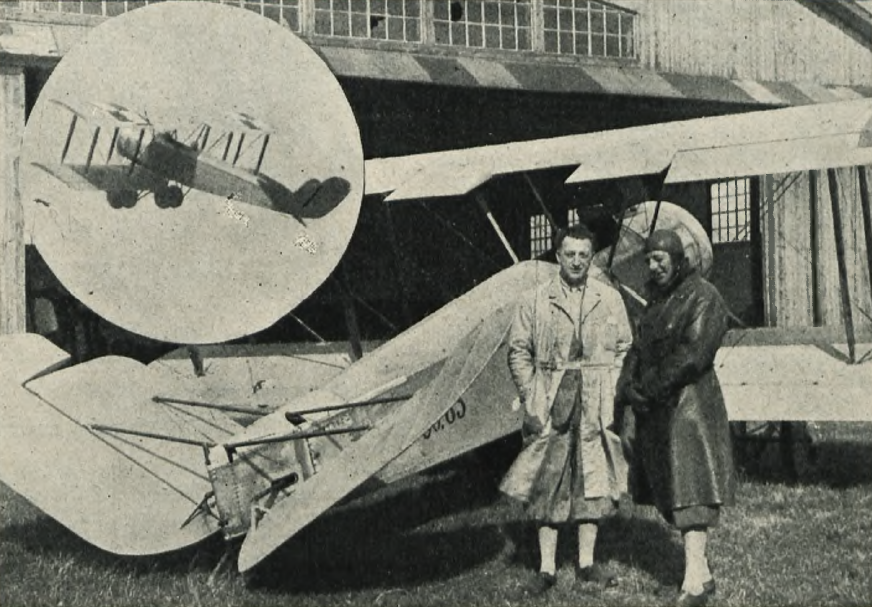
Hanriot H.28 z usterzeniem motylkowym. Po lewej konstruktor inż. Rudlicki, po prawej pilot Władysław Szulczewski

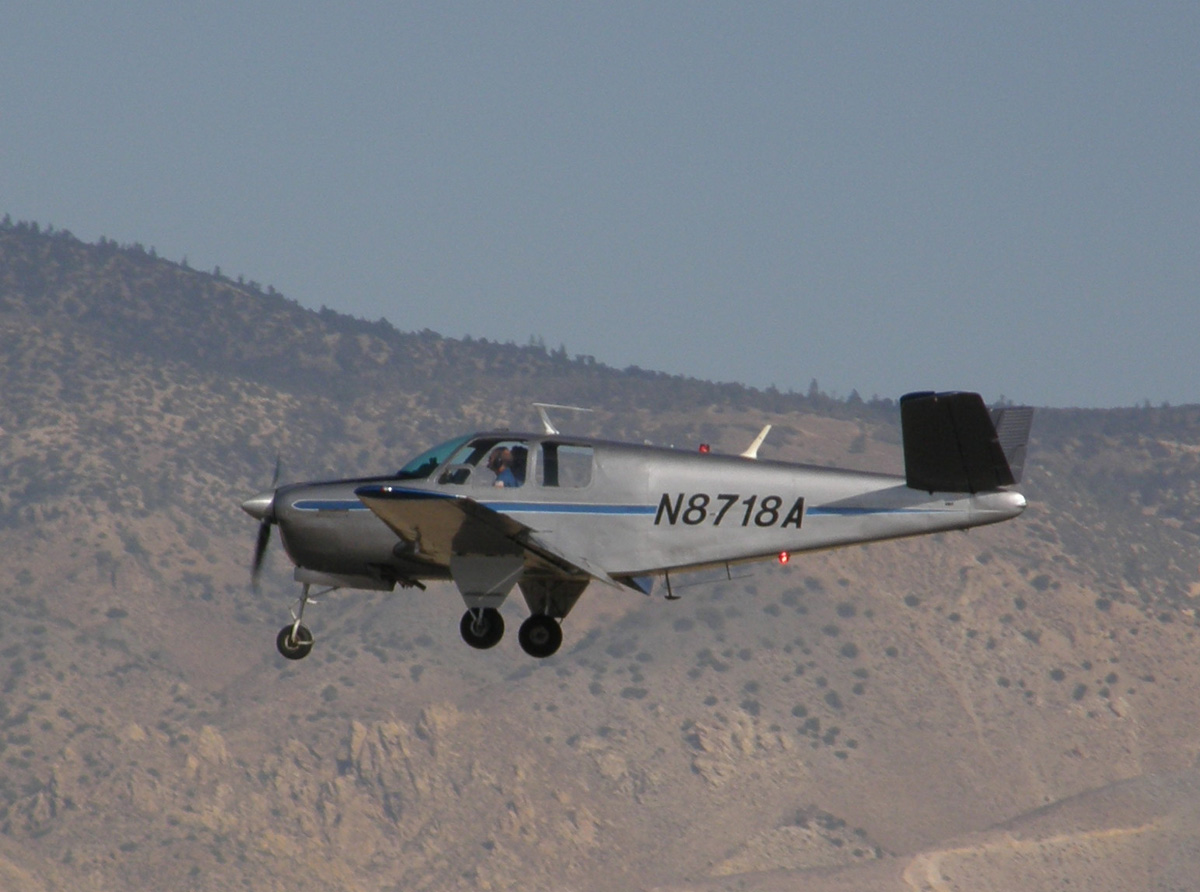
Beechcraft B35 Bonanza

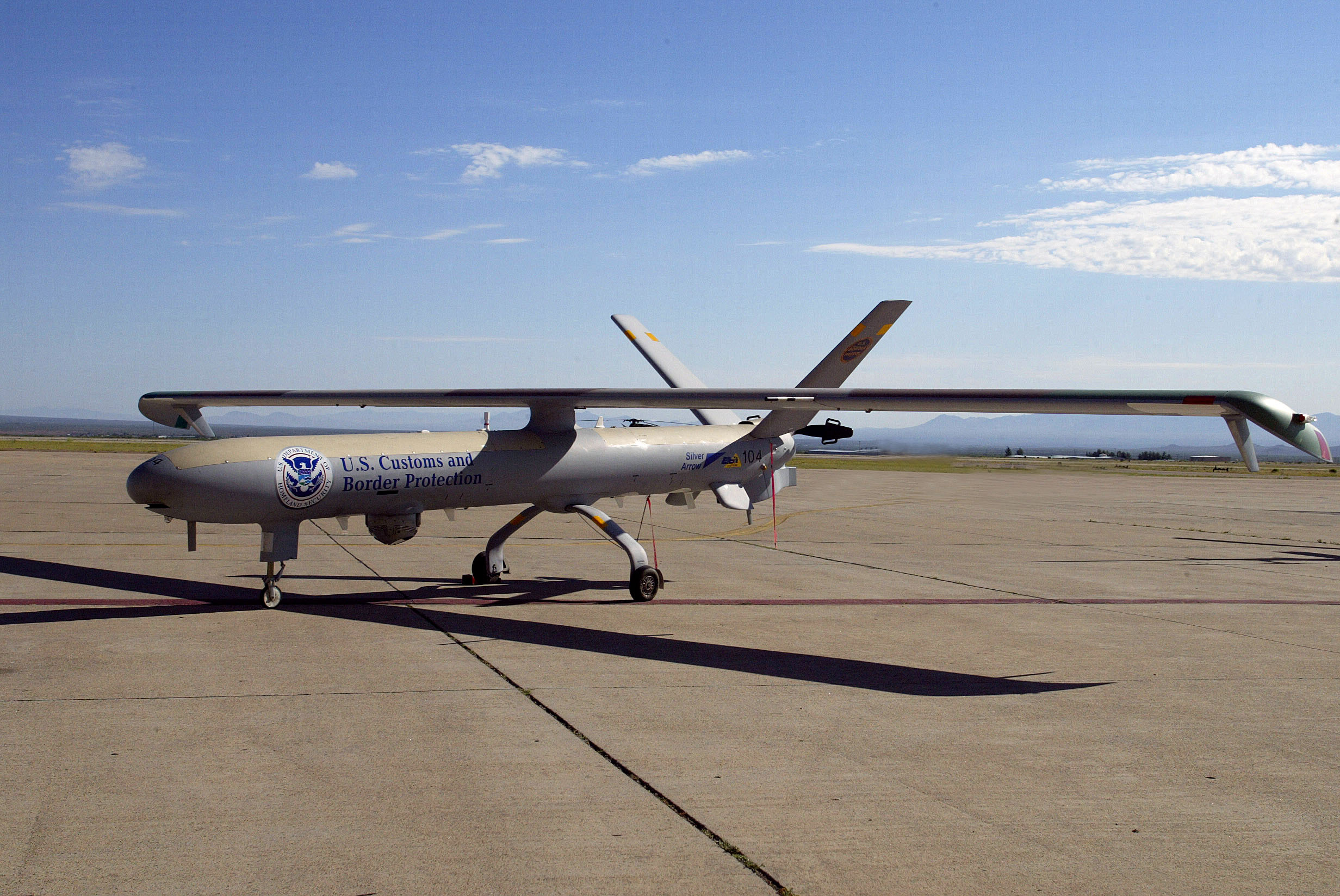
Elbit Hermes 450

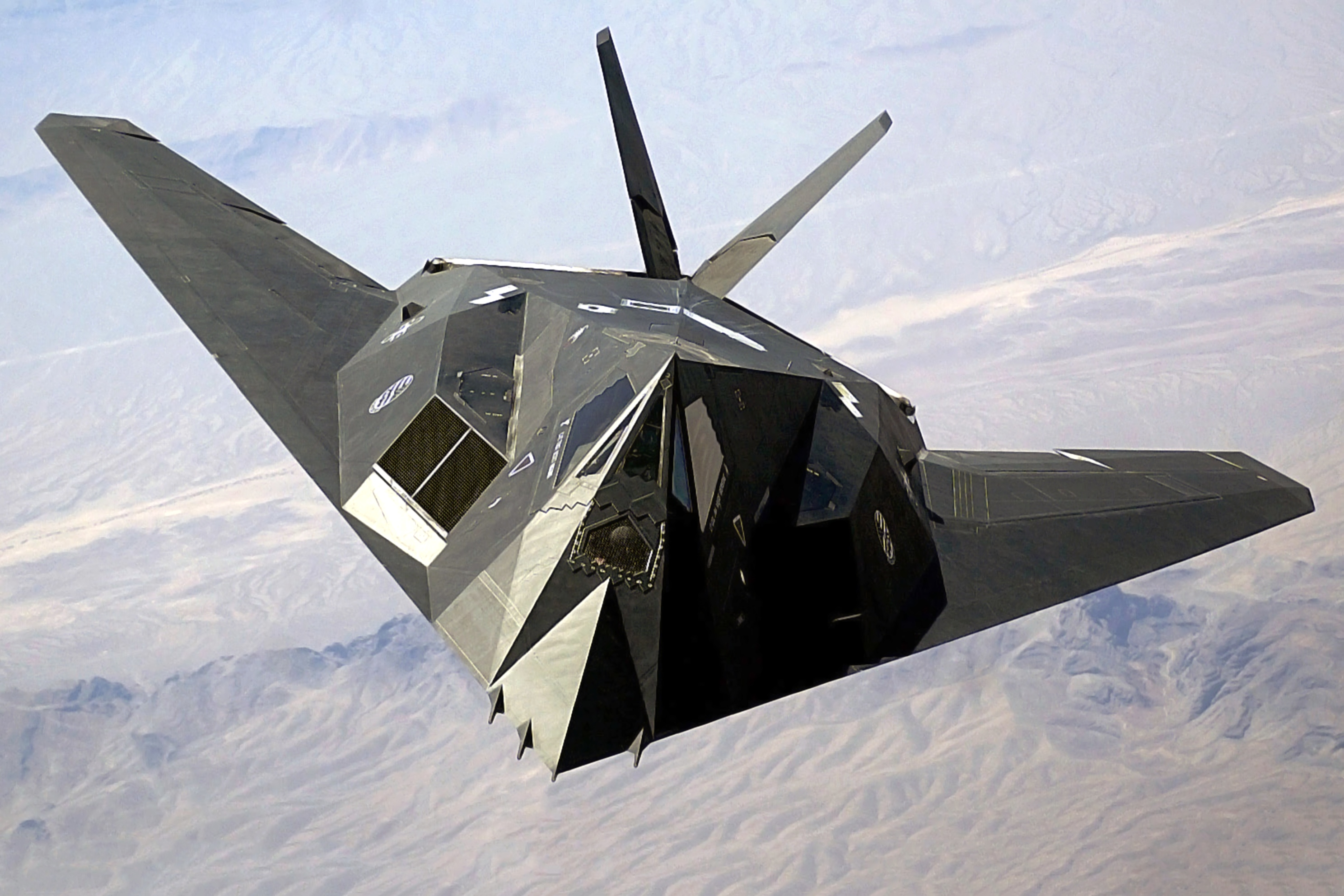
Lockheed F-117 Nighthawk

## Zalety
Z powodu posiadania dwóch zamiast trzech stateczników i sterów, w porównaniu z konwencjonalnym usterzeniem, usterzenie motylkowe jest lżejsze i stawia mniejszy opór aerodynamiczny, a opływ powietrza jest mniej zawirowany. Istotną zaletą takiego usterzenia we współczesnych samolotach bojowych jest, że będąc ustawione pod kątem w stosunku do pionu, odbija większość fal radarowych w innym kierunku, niż odbiornik, przez co samolot jest trudniejszy do wykrycia przez radar (element technologii stealth). 

## Wady
Z powodu kombinacji funkcji steru kierunku i wysokości, usterzenie motylkowe wymaga bardziej złożonego układu sterowania. Wytwarza także większe naprężenia w części ogonowej samolotu przy sterowaniu. Z tej przyczyny doszło do kilku katastrof samolotów Bonanza, powodujących ich zawieszenie w lotach w latach 80. XX w. do czasu wzmocnienia konstrukcji.

## Zastosowanie
Usterzenie motylkowe zostało wynalezione przez Polaka, inżyniera Jerzego Rudlickiego który od 1928 pracował nad nowym typem usterzenia. W lecie 1931 roku po raz  pierwszy usterzenie motylkowe było testowane na zmodyfikowanym w wytwórni Plage i Laśkiewicz samolocie szkolnym Hanriot H.28 (nr 30.83). Badania modeli ze sterem motylkowym przeprowadzono także w Instytucie Aerodynamicznym w Warszawie.
Układ taki jest rzadko stosowany w konstrukcji samolotów. Najpopularniejszym samolotem z usterzeniem motylkowym był amerykański samolot turystyczny Beechcraft Bonanza model 35, nazywany też przez to V-tail Bonanza, produkowany od 1947 roku w liczbie ponad 10 tys. egzemplarzy. Znany był też francuski odrzutowy samolot szkolny Fouga Magister. Od lat 80. zaczęto stosować usterzenie motylkowe na amerykańskich samolotach bojowych, przede wszystkim na trudno wykrywalnym bombowcu F-117 Nighthawk. Ponadto, posiadał je niezaakceptowany prototyp myśliwca Northrop YF-23.
Ten układ usterzenia zastosowano także w motoszybowcach J-5 Marco oraz J-6 Fregata. 
Z uwagi na zmniejszone odbicie fal radarowych stosowane jest również w bezzałogowych aparatach latających (UAV – Unmanned Aerial Vehicle), tj.: MQ-1 Predator, Watchkeeper WK450, Elbit Hermes 450, BAE HERTI.